# Scarlett O'Hara
Scarlett O'Hara (tên khai sinh: Katie Scarlett O'Hara, sau khi lấy chồng đổi thành: Katie Scarlett O'Hara Hamilton Kennedy Butler) là nhân vật hư cấu trong cuốn tiểu thuyết Cuốn theo chiều gió  năm 1936 của nhà văn Mĩ Margaret Mitchell và trong bộ phim cùng tên sau đó. Nàng cũng là nhân vật chính trong bộ phim âm nhạc năm 1970 Scarlett và trong cuốn sách năm 1991 Scarlett, phần viết thêm của Cuốn theo chiều gió bởi Alexandra Ripley, được dựng thành phim truyền hình năm 1994. Suốt bản thảo của cuốn tiểu thuyết đầu tiên, Mitchell gọi nhân vật là "Pansy", và không quyết định tên "Scarlett" cho đến trước khi được in.

## Nhân vật
Katie Scarlett O'Hara là người con đầu của Gerald và Ellen O'Hara. Nàng được đặt cho cái tên Katie Scarlett, giống tên của bà nội, nhưng người ta vẫn luôn gọi nàng là Scarlett. "Scarlett O'Hara không đẹp theo cách truyền thống", đó là dòng mở đầu của Margaret Mitchell, nhưng là một đóa hoa quyến rũ, lớn lên ở hạt Clayton Georgia trong một gia đình Công giáo, tại một đồn điền tên Tara trong những năm trước nội chiến Mĩ. Scarlett sở hữu dáng người rất gầy, mái tóc đen và làn da tái nhợt. Nàng còn rất nổi tiếng trong vùng bởi vòng eo 45 cm nhỏ nhắn rất hợp thời. Scarlett tròn 16 tuổi khi chiến tranh nổ ra vào năm 1861, có thể suy ra nàng sinh vào gần năm 1845.
Nàng có hai người em gái: cô hai lười biếng và hay than vãn Susan Elinor ("Suellen") và cô ba hào phóng tốt bụng Caroline Irene ("Carreen"). Mẹ nàng cũng sinh ba cậu em trai, nhưng qua đời từ lúc mới lọt lòng. Ba người này được chôn ở nghĩa trang của gia đình ở Tara, và cả ba đều được đặt tên là Gerald O'Hara, Jr.
Ích kỉ, sắc bén và phù phiếm, Scarlett được hai song thân giàu có vô cùng nuông chiều. Nàng cũng có lúc rất dễ bị kích động, nhưng lại vô cùng thông minh, dù nàng vẫn hay giả vờ như một hoa khôi miền Nam ngu dốt và bất lực quanh đám đàn ông. Nàng dường như có chút khác biệt so với những phụ nữ miền Nam - những người luôn được xã hội thích xem như những sinh vật xinh xắn cần sự bảo vệ của đàn ông. Scarlett hiểu rằng nàng cũng chỉ đang tỏ ra là một con búp bê đầu rỗng và nàng căm thù cái sự "cần thiết" giả vờ ấy. Suy nghĩ của nàng không giống những hoa khôi miền Nam điển hình chỉ biết dự tiệc tùng. Nàng thừa hưởng cá tính mạnh của người cha Ireland Gerald O'Hara, nhưng lại luôn mong ước có được những đức tính của bà mẹ quý phái gốc Pháp Ellen Robillard, xuất thân từ một gia đình cao quý gốc Pháp ở Savannah, Georgia.
Nhìn từ bên ngoài, Scarlett dường như là hình ảnh của nét quyến rũ miền Nam với đức tính dịu dàng. Nàng còn là một hoa khôi nổi tiếng mà đàn ông trên khắp hạt Clayton ai cũng biết. Thế nhưng, người đàn ông duy nhất mà Scarlett tin rằng mình yêu tha thiết lại chính là Ashley Wilkes, chàng quý tộc láng giềng, kẻ sắp sửa lập gia đình. Khi lễ đính hôn của chàng cùng nàng em họ dịu dàng cao nhã Melanie Hamilton được tuyên bố, nàng đã đến buổi dã yến để tìm cách bày tỏ tình yêu với chàng và mong chàng rủ mình đi trốn. Tại đó, Scarlett đã gặp một người đàn ông đã bị giới thượng lưu ruồng bỏ, một con chiên ghẻ trong một gia đình danh giá ở Charleson, Nam Carolina, Rhett Butler. Nàng bị sốc khi nghe về tai tiếng của hắn và khi hắn nhìn nàng, nàng cảm giác như mình không mặc quần áo vậy. Scarlett tỏ tình với Ashley, nhưng thất bại. Trong lúc tức giận, nàng tát Ashley và ném chiếc bình hoa. Những hành động này bị Rhett trông thấy hết và hắn bị mê hoặc bởi tính cách mạnh mẽ, vượt ngoài khuôn phép của Scarlett. Quá đau khổ vì thất tình, Scarlett lập tức lấy em trai của Melanie, Charles Hamilton, để trả thù.
Nội chiến Mỹ bắt đầu năm 1861 và hầu hết thanh niên đều lên đường nhập ngũ chiến đấu cho quân đội liên bang miền Nam. Charles chết 2 tháng sau khi cưới vì bệnh đậu mùa ở Nam Carolina và chưa bao giờ được ra chiến trường.
Scarlett trở thành một goá phụ, bị tước đoạt hết mọi thú vui của tuổi trẻ và xa Ashley. Mẹ nàng gửi nàng đến Atlanta ở cùng người chị chồng Melanie và bà cô Pittypat để khuây khoả. Không khí nhộn nhịp tại thành phố khiến Scarlett giải toả phần nào, dù nàng vẫn rất căm ghét Melanie. Tại đây nàng gặp lại Rhett Butler, khi này là thuyền trưởng vượt phong toả, rất nổi tiếng nhờ sự dũng cảm và liều lĩnh của mình. Hắn gây sốc tại buổi gây quỹ từ thiện khi tuyên bố liều mạng chỉ để kiếm tiền, mời Scarlett khi này còn đang trong bộ đồ tang khiêu vũ, điều này vi phạm những quy chuẩn thượng lưu của miền Nam trước nội chiến.
Rhett dường như gây tai tiếng cho Scarlett và cha Scarlett, Gerald O'Hara, tới Atlanta tìm Rhett để nói chuyện và lôi Scarlett về Tara. Rhett đánh bạc với Gerald và khiến ông đại bại, còn chuốc ông say mèm, tạo lợi thế cho Scarlett. Thế là Gerald trở về Tara và Scarlett yên tâm ở lại Atlanta.
Khi quân Yankee phong tỏa Atlanta, Scarlett vẫn ở lại để chăm sóc và đỡ đẻ cho Melanie, sau đó họ phải dựa vào Rhett để thoát khỏi thành phố. Sau khi thoát hiểm, Rhett vì lý tưởng anh hùng nổi lên bất chợt, đã gia nhập tàn quân miền Nam còn sót lại đang kình chống tướng Sherman. Scarlett không hiểu lý do tại sao Rhett lại chọn con đường liều mạng vào lúc đó khi mà Hiệp bang đã chắc chắn sụp đổ.
Ở Tara, mẹ Scarlett, Ellen, chết vì sốt thương hàn, và hai nàng em cũng lâm vào mê sảng. Quân Yankee thiêu rụi bông vải của gia đình, cướp thực phẩm và vật dụng, nhưng để lại ngôi nhà. Khi nàng và Melanie trở về, đồn điền đã bị phá huỷ gần hết. Trước thực tế khó khăn, đã nung nấu Scarlett trở thành trụ cột của gia đình và bạn bè, và nàng đã trải qua những ngày tháng khó khăn nhất của cuộc đới, ăn không đủ no, mặc không đủ ấm, gánh vác sinh mệnh của 13 con người. Nằm trên khu vườn đất đỏ của một Twelve đã điêu tàn, Scarlett tự nhủ với bản thân: "As God is my witness, I'll never be hungry again" (Có chúa chứng giám, con sẽ không bao giờ bị đói nữa)
Khi Tara bị đe doạ tịch biên vì thiếu thuế, Scarlett lên Atlanta với chiếc áo mau bằng tấm màn nhung xanh của mẹ và mũ cắm bằng lông đuôi con gà trống. Nàng vào thăm Rhett, khi này đang trong tù, tìm cách quyến rũ hắn để vay tiền. Rhett vạch trần và chế nhạo nàng khiến nàng vô cùng tủi nhục. Sau đó, Scarlett không ngần ngại cướp vị hôn phu của em gái, Frank Kennedy, để kiếm tiền cứu Tara mà nàng yêu quý, dù không yêu ông.
Scarlett tiếp tục thách thức những khuôn phép của một phụ nữ quý phái. Kết quả là nàng bị nhiều người khinh ghét. Nàng cũng luôn đấu tranh nội tâm giữa tình yêu dành cho chàng trai cao thượng Ashley và những nét quyến rũ của con người cơ hội, thạo đời, hay nhạo báng nhưng đầy mê hoặc Rhett Butler, sau này là người chồng thứ ba của nàng. Khi Scarlett bị tấn công bởi hai kẻ hạ lưu, Ashley, Frank cùng những công dân khả kính nhất của thành phố, đảng Ku Klux Klan đã rửa nhục cho Scarlett, và Frank bị bắn chết. Rhett đã cứu Ashley cùng những người khác khỏi bị treo cổ hoặc sống một cuộc đời lưu vong. Sau đó, trong khi nàng ân hận và lo sợ trước cái chết của chồng, hắn đã cầu hôn nàng. Cảm thấy mến Rhett cùng đống tiền của hắn, nàng đồng ý.
Họ cưới nhau gây nên một làn sóng căm thù dữ dội tại Atlanta. Hai người bị khinh bỉ, không được đón tiếp tại bất cứ nhà nào, nhưng họ luôn thản nhiên trước điều đó. Chỉ có Melanie luôn bênh vực Scarlett nhưng lại khiến nàng trở nên căm tức người chị chồng hơn. Trong khi đó Rhett lại kính trọng Melanie sâu sắc như một trong số rất ít những người phụ nữ cao quý mà hắn quen. Rhett biết tình yêu của vợ dành cho Ashley vẫn nồng nàn nhưng hắn vẫn âm thầm hy vọng ngày mà nàng hồi tâm chuyển ý.
Khi Bonnie ra đời, Rhett sẵn sàng làm tất cả, thay đổi tất cả để con gái có địa vị, tiếng tăm, sự kính trọng trong xã hội thượng lưu miền Nam, điều mà Scarlett đang dần dần hủy hoại vì những việc làm của mình. Nhưng tới lúc Bonnie ngã ngựa và chết, bi kịch xảy ra khiến mối quan hệ vợ chồng rạn nứt. Rhett bỏ di liên miên. Hắn đọc được toàn bố suy nghĩ cũng như con người Scarlett. Hắn cũng biết rằng Scarlett không bao giờ tìm được hạnh phúc bên cạnh Ashley, kể cả sau khi Melanie qua đời, và đến khi nàng nhận ra điều đó cùng tình yêu dành cho Rhett thì Rhett đã không còn lại bất cứ hy vọng nào về hạnh phúc và hắn quyết định ra đi. Scarlett cố níu kéo Rhett, bày tỏ tình yêu với hắn nhưng đã quá muộn. Chấp nhận thực tế, Scarlett lên kế hoạch giành lại Rhett. Cuốn theo chiều gió kết thúc với hành ảnh một Scarlett đầy nghị lực đứng trước thềm Tara: "After all, tomorrow is another day!" (Sau tất cả, ngày mai cũng sẽ khác hơn!)
Scarlett, phần tiếp được viết bởi Alexandra Ripley sau khi tác giả Margaret Mitchell qua đời, trở thành cuốn sách bán chạy nhất sau khi được xuất bản năm 1991.

## Đi tìm Scarlett
Trong bản phim năm 1939 của Cuốn theo chiều gió, Scarlett O'Hara gần như tương đồng với nhân vật trong nguyên tác, nhưng có ít nhiều sửa đổi. Trong tiểu thuyết, Scarlett đã ba lần sinh nở: Wade Hampton Hamilton, Ella Lorena Kennedy, và Eugenie Victoria "Bonnie" Butler. Trong phim thì chỉ có Bonnie, con gái Rhett, xuất hiện. Còn trong cuốn hậu Scarlett, nàng có thêm một con gái với Rhett, Katie Colum O'Hara với biệt danh "Cat".
Trong khi nhà đài và công chúng đồng tình rằng vai Rhett Butler sinh ra để dành cho Clark Gable (ngoại trừ bản thân ông) thì việc chọn vai Scarlett lại gặp nhiều khó dễ. Cuộc tìm kiếm Scarlett gần như đốt cháy Hollywood, và vô số tên tuổi lừng danh trong lịch sử điện ảnh đã được nhắc đến, như Bette Davis và Katharine Hepburn, người đã vượt bao xa xôi để đến yêu cầu một cuộc gặp với David O. Selznick và khẳng định "Tôi là Scarlett O'Hara! Vai đó thực sự được viết cho tôi". David trả lời thẳng thừng: "Tôi không thể hình dung ra làm sao Rhett Butler có thể đeo đuổi bà được đến 10 năm". Jean Arthur và Lucille Ball đều nằm trong danh sách ứng cử viên. Còn tài năng của Susan Hayward được phát hiện khi thử vai này, và sự nghiệp của Lana Turner cũng phát triển nhanh chóng sau cuộc thi tuyển. Tallulah Bankhead và Joan Bennett đều là những sự lựa chọn sáng giá cho tới khi bị Paulette Goddard hất cẳng.
Diễn viên trẻ người Anh Vivien Leigh, gần như vô danh tại Mĩ, đã gặp một số diễn viên người Anh như Ronald Colman và Leslie Howard, ứng cử viên cho 2 vai nam chính. Quản lý của bà cũng đồng thời là đại diện cho Myron Selznick, anh em của David Selznick, đồng sở hữu Selznick International Pictures. Leigh nhờ ông ghi danh ứng cử vai Scarlett với bức ảnh trong Fire Over England tháng 2 năm 1938. David Selznick đã xem Fire Over England và bộ phim mới nhất của bà, A Yank at Oxford trong tháng đó, và không lâu sau Leigh chính thức đảm nhận vai Scarlett. Selznick bắt đầu thương thảo với Alexander Korda, người đang giữ hợp đồng với Leigh để bà có thể sang Selznick đóng phim.
Vì lý do quảng cáo, David Selznick gặp Leigh lần đầu vào một đêm tháng 12 năm 1938. Leigh và Laurence Olivier đang ghé thăm Myron Selznick, cũng là quản lý của Olivier, và Leigh đến Hollywood với hi vọng có được vai Catherine trong Đồi gió hú, nam chính Olivier. Trong lá thư viết cho vợ hai ngày sau đó, Selznick thừa nhận rằng Leigh chính là "con ngựa ô Scarlett", và sau loạt phim chọn, danh sách phân vai đã được công bố ngày 13 tháng 1 năm 1939. Trước khi bắt đầu quay, Selznick nói với Ed Sullivan: " Cha mẹ Scarlett O'Hara là người Pháp và Ireland. Tương tự, cha mẹ cô Leigh cũng là người Pháp và Ireland "
Dù gặp nhiều bất lợi, Leigh vẫn kiên trì bám trụ với vai diễn; bất chấp lời phản đối rằng vai này quá Mĩ để dành cho một diễn viên Anh; và bà đã giành được Oscar nữ chính năm 1939 với người đẹp miền Nam Scarlett, đồng thời cũng mở đường cho sự nghiệp của bà phát triển và trở thành một trong những huyền thoại điện ảnh của thời đại hoàng kim Hollywood.

## Chuyển thể
- Trong phim Cuốn theo chiều gió năm 1939, Scarlett được thể hiện bởi Vivien Leigh
- Năm 1994, trong bộ phim truyền hình ngắn Scarlett, nhân vật được thể hiện bởi diễn viên người Anh Joanne Whalley.
- Trong bộ phim âm nhạc của Margaret Martin Gone With The Wind, vai Scarlett O'Hara dành cho Jill Paice.

## Tính cách nhân vật

### Ngoại hình
Scarlett là một cô gái quyến rũ, tuy nàng không đẹp thật sự như những người đẹp miền Nam truyền thống, nhưng lại có một sức thu hút lạ thường. Nàng có một thân hình hoàn hảo, vẻ thuỳ mị của người mẹ và nét cuồng nhiệt của người cha, và đặc biệt là đôi mắt xanh biếc lóng lánh lạ kì khiến cho người chỉ gặp một lần cũng có thể nhớ mãi.
Khuôn mặt nàng là một sự kết hợp hài hoà giữa những đường nét kiều diễm của mẹ, người quý tộc miền duyên hải thuộc dòng dõi Pháp, và những góc cạnh thô kệch của người cha Ái Nhĩ Lan, da dẻ hồng hào. Tuy thế, đó là khuôn mặt ưa nhìn với cằm thon, hàm nở rộng. Đôi mắt xanh biếc của nàng được viền bởi những hàng nở rộng. Đôi mắt xanh biếc của nàng được viền bởi những hàng mi dài rậm uốn cong vút. Bên trên đôi mắt đó là hai vệt mày chênh chếch vạch thành hai đường nghiêng đậm nét trên làn da trắng trong của hoa mộc lan- màu da mà phụ nữ miền Nam vô cùng quý trọng và cẩn thận giữ gìn bằng những chiếc nón rộng vành, mạng che mặt và bao tay để chống lại ánh nắng gay gắt của xứ Georgia.

Scarlett là hiện thân của hình ảnh yêu kiều. Chiếc áo mới bằng sa- tanh có điểm hoa xoè rộng mười một thước trên những viền đai, xứng hợp hoàn toàn với đôi giày da bê thuộc màu xanh mà cha nàng vừa mua từ Atlanta. Chiếc áo làm nổi bật tột cùng cái vòng eo bốn mươi hai phân rưỡi, vòng eo thon mảnh nhất của địa hạt xứ Georgia, và chiếc yếm bó sát vừa vặn để lộ bộ ngực tròn trịa của một thiếu nữ 16 tuổi. Tuy nhiên, dẫu tà áo đã được khép kín quanh, dẫu mái tóc láng mịn đã được búi gọn đúng vẻ trang nghiêm, và dẫu hai bàn tay trắng nhỏ đã được xếp tréo trên đùi, Scarlett cũng không che giấu nổi con người thật sự của nàng trên khuôn mặt cố giữ nét đoan trang, đôi mắt màu lam vẫn không ngớt lóng lánh ánh nhiệt cuồng, bướng bỉnh và khát sống, tương phản rõ rệt với cái vẻ bề ngoài cố làm ra thuỳ mị. Phong cách của nàng là kết tinh những lời khuyên dạy của mẹ và kỷ luật nghiêm khắc của Mammy, nhưng đôi mắt vẫn là mắt của riêng nàng.

### Tính cách
Scarlett là nhân vật linh động nhất trong Cuốn theo chiều gió. Nàng đã đứng vững bằng nghị lực và sức mạnh bản thân và chèo chống gia đình qua những cơn gió nhưng cũng lại là con người ích kỉ và nhỏ nhen đến không ngờ. Nàng thách thức cả xã hội thượng lưu thế kỉ XIX bằng việc điều khiển cửa hàng và hai trại cưa. Scarlett chỉ có ở mức tối thiểu những khuôn thước thục nữ, và người phụ nữ cổ điển Melanie lại sở hữu tất cả những khuôn thước đó. Nhưng Scarlet vẫn sống sót qua chiến tranh, sinh con, rồi mất con. Và Melanie, sát cánh bên nàng cùng chống chọi với những thử thách khắc nghiệt. Không có Melanie Wilkes, Scarlett rất có thể bị coi như một sự thô bỉ đến bất ngờ, nhưng bên cạnh Melanie, Scarlett trở nên tươi tắn hơn, tính cách có chiều sâu hơn.
Một số câu nói của Scarlett trong tiểu thuyết Cuốn theo chiều gió, như "Fiddle-dee-dee! (Nổi nhạc lên!)", "After all, tomorrow is another day (Sau tất cả, ngày mai là một ngày khác)", "Great balls of fire! (Quả cầu lửa khổng lồ!)" và "I'll never go hungry again! (Tôi sẽ không bao giờ bị đói thêm lần nữa!)", trở thành những câu thời thượng bấy giờ.
Trong Danh sách 100 câu thoại đáng nhớ trong phim của Viện phim Mỹ có 2 câu thoại của nhân vật Scarlett do Vivien Leigh thể hiện (bản phim năm 1939) 
1. "After all, tomorrow is another day!" # 31
2. "As God is my witness, I'll never be hungry again." # 59

Điểm tương đồng giữa Scarlett và diễn viên Vivien Leigh - người thể hiện Scarlett thành công nhất:
- Cả hai đều có khát vọng mãnh liệt, và hầu như không bao giờ mong muốn được hưởng thiên chức làm mẹ. Họ đều thề rằng sẽ không bao giờ tiếp tục có con.
- Cha của Scarlett là người Ireland, và mẹ là người Pháp. Mẹ của Leigh là người Ireland và cha là người Pháp [2]
- Cả Scarlett và Leigh đều nổi tiếng về dung mạo, khuôn mặt trái xoan sắc sảo, cặp mắt xanh biếc kỳ lạ, và thân hình cân đối hoàn hảo.
- Cả hai đều nổi tiếng khó khăn trong các mối quan hệ.

## Các tư liệu lịch sử
Trong khi Margaret Mitchell thường nói rằng nhân vật trong Cuốn theo chiều gió không theo khuôn mẫu nhân vật có thực, các nghiên cứu gần đây cho thấy nét tương đồng giữa họ và một số người trong đời tư của Mitchell cũng như điều bà nghe nói. Rhett Butler được nghĩ là theo mẫu của người chồng đầu tiên của Mitchell, Red Upshaw, người đã bạo hành bà trong suốt cuộc hôn nhân ngắn ngủi. Scarlett mang nhiều nét hao hao như bà ngoại của Mitchell, Annie Fitzgerald Stephens, lớn lên trong một đồn điền ở hạt Clayton, Georgia, và là con gái của một người nhập cư Ireland. Một hình mẫu khác cho Scarlett có thể là Martha Bulloch, mẹ của tổng thống Mĩ Theodore Roosevelt. Như trang trại "Tara" hư cấu, Martha lớn lên trong một dinh thự miền Nam tuyệt đẹp, Bulloch Hall, phía Bắc Atlanta, Georgia. Ngoại hình đẹp, yêu kiều, trí tuệ của bà rất nổi tiếng và những nét tương đồng giữa Martha, cũng gọi là Mittie, và Scarlett được thể hiện rất rõ nét. Một số cho rằng vài đường nét và diện mạo của Scarlett có thể được vẽ nên từ Martha Bulloch Roosevelt xinh đẹp và hoạt bát, tự lập và cả cô cháu gái cứng đầu Alice Roosevelt Longworth.

## Ảnh hưởng
- Năm 1963 Jet Harris và Tony Meehan đồng phát hành bài hát "Scarlett O'Hara"
- Hãng phim hoạt hình và đồ chơi, G.I. Joe: A Real American Hero, có một nhân vật nữ chỉ huy ở Atlanta, Georgia, với tên Shana O'Hara và tên mã Scarlett.
- Ca sĩ, nhạc sĩ Matthew Dunley đưa Scarlett O'Hara vào bài hát "Ruby Skies."
- Trong show truyền hình nổi tiếng, The Golden Girls, Dorothy thường gọi Blanche là "Scarlett".
- Trong The Carol Burnett Show, Carol Burnett diễn Scarlett O'Hara, sự nhại theo Scarlett O'Hara, trong bản tóm tắt "Went with the Wind".
- In the film Robin Hood: Men in Tights, bạn thân nhất của John lúc nhỏ tên là Will Scarlett O'Hara, và họ đều đến từ Georgia.
- Năm 2005 bộ phim hoạt ảnh Nhật, Steamboy, Cháu gái ông chủ tịch của "O'Hara Foundation" tên là Scarlett.
- Trong phim Four Weddings and a Funeral nhân vật Scarlett giới thiệu bản thân trong tiệc cưới, rằng cô được đặt theo tên Scarlett O'Hara "nhưng có ít nhiều vấn đề."
- Năm 1985 phim Clue, câu nói cuối cùng của Butler Wadsworth trong đoạn kết đầu tiên của phim là: Frankly, Scarlett, I don't give a damn. như Rhett Butler trong lời nói cuối cùng với Scarlett O'Hara.
- Trong show "That 70's Show", Kitty nói thích giả vờ rằng mình là Scarlett O'Hara mỗi khi mang thực phẩm về nhà. Cô thường nói "Có chúa chứng giám, tôi sẽ không bao giờ bị đói lần nữa ".